# Código aeroportuário IATA

Logo da IATA

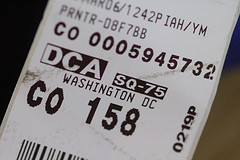
Etiqueta de bagagem com o Código Iata do Aeroporto Ronald Reagan, de Washington (DCA)

O código aeroportuário IATA é uma sigla composta por três letras, utilizada para designar os aeroportos em todo o mundo. É definido pela Associação Internacional de Transportes Aéreos (em inglês: International Air Transport Association — IATA), que tem sede em Toronto, no Canadá. Os códigos de aeroportos são publicados a cada dois anos, no IATA Airline Coding Directory, um catálogo produzido pela associação, e são regulamentados pela sua Resolução 763.
Os caracteres destacadamente mostrados nas etiquetas de bagagens anexadas nos balcões de check in, são um exemplo da utilização de tais códigos. Porém, a maioria dos países utiliza em seus respectivos aeroportos outra designação, denominada de código ICAO.
Via de regra, as siglas remetem ao nome do aeroporto ou sua localização, como CDG, para o Aeroporto Charles de Gaulle, em Paris, ou LIS, para o Aeroporto Humberto Delgado, em Lisboa, porém, não há a obrigatoriedade da sigla conter as letras ou uma sequência que lembre tais características.